# Михайловка Первая (Полтавская область)
Михайловка Первая (укр. Михайлівка Перша) — село,
Сидоряченский сельский совет,
Котелевский район,
Полтавская область,
Украина.
Код КОАТУУ — 5322285003. Население по переписи 2022 года составляло 114 человек.

## Географическое положение
Село Михайловка Первая находится на берегах реки Котелевка,
выше по течению примыкает село Котелевка (Краснокутский район),
ниже по течению на расстоянии в 6 км расположен пгт Котельва.
Река в этом месте пересыхает, на ней сделано несколько запруд.

## История
- Первые поселения на месте села Михайловка Первая были основаны в конце XVIII века — начале XIX века, во время заселения Слободской Украины. В «Памятной книжке», изданной в 1867 году, говорится о том, что на территории современного села Михайловка Первая в то время находилось три хутора: Михайловский[2] — 11 дворов, Ивановский[3] — 12 дворов, Лопуховатый[4] — 14 дворов. Во время реформы 1861 года хутор Михайловский был собственностью пана Подольского, хутор Ивановский принадлежал пану Матюшинскому, а хутор Лопуховатый был собственностью пана Запорожца. Так же на этой территории был еще хутор Голубковский[5]

## Экономика
- «Мир», ФХ.

## Объекты социальной сферы
- Школа I—II ст.
- Дом культуры.

## Известные люди
В селе родился Герой Социалистического Труда Д. С. Луговой.